# Outport
Een outport is de naam die traditioneel gegeven wordt aan kleine, geïsoleerde kustgemeenschappen in de Canadese provincie Newfoundland en Labrador. Oorspronkelijk was de term enkel in gebruik voor Newfoundlandse dorpjes, maar de term "outport" is geleidelijk aan verbreed om ook gelijkaardige plaatsen in Labrador te omvatten.

## Geschiedenis

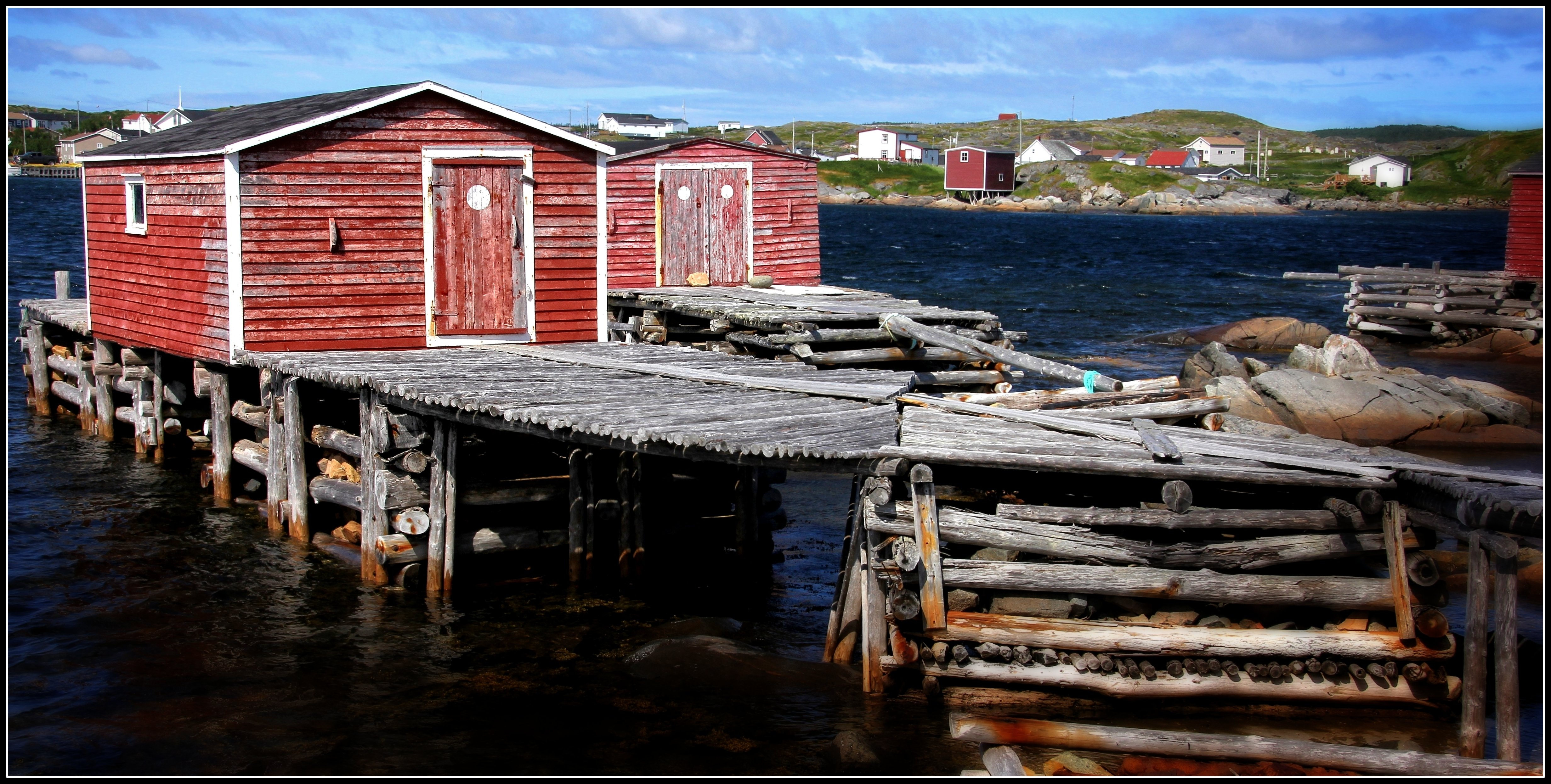
Houten fishing stages, zoals deze in Tilting, zijn een typisch onderdeel van de outportarchitectuur

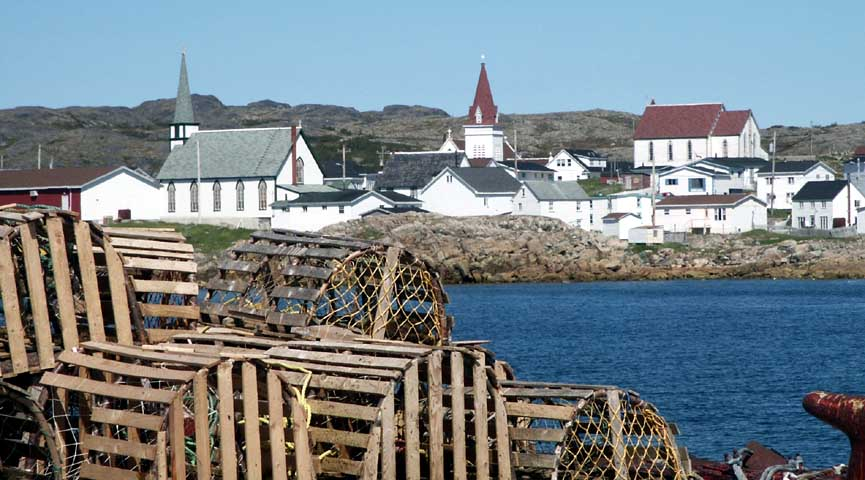
Krabbenvallen in de haven van de outport Fogo

Outports behoren tot de oudste door Europeanen gestichte nederzettingen in Amerika, aangezien het erg oostelijke Newfoundland al snel in trek was bij Europese kabeljauwvissers. Zij richtten kleine nederzettingen op die vaak enkel tijdens het visseizoen bewoond waren, aangezien zeker in de 16e eeuw de meeste vissers daarna voor enkele maanden terugkeerden naar Europa. Geleidelijk aan kregen de seizoensgebonden nederzettingen een permanent karakter door de meestal Britse en Ierse mensen die zich er definitief vestigden.
Historisch werd met de term "outport" verwezen naar alle kustgemeenschappen buiten St. John's, de hoofdstad en enige echte vissersstad. Het merendeel van de outports waren vissersnederzettingen die niet enkel uitsluitend op zee gericht waren, maar ook uitsluitend via het water bereikbaar waren.
In de 20e eeuw kwam het traditionele leven in de outports meer en meer onder druk te staan. Enerzijds had dit te maken met de steeds verder dalende kabeljauwbestanden, die in 1992 totaal ineenstortten. Anderzijds ontstonden er veel meer economische mogelijkheden in grotere dorpen of steden, terwijl de moderniteit amper doordrong tot in de afgelegen gemeenschappen. Hierdoor vertrokken vele jongeren en begonnen vele outports dood te bloeden. Vanaf de jaren 1950 zette de provincieoverheid met hervestigingsprogramma's zwaar in op het ontvolken van de outports. Sindsdien zijn er ruim 300 dorpen verhuisd of tot spookdorpen omgevormd, met bijna 30.000 mensen die verhuisden naar "groeipolen" binnen de provincie. Veel van de outports die vandaag nog bestaan, hebben te kampen met vergrijzing, waardoor het voortbestaan van dit type van nederzetting in gevaar komt.

## Voorbeelden
In de 21 eeuw zijn de overgrote meerderheid van de Newfoundlandse plaatsen op het wegennet aangesloten (of reeds decennia geleden hervestigd). Toch zijn er nog verschillende uitsluitend via het water bereikbare outports. Dit betreft enerzijds dorpen op eilanden met geen brug erheen zoals St. Brendan's, Change Islands, Ramea en de plaatsen op Fogo Island.
Op het vasteland van Newfoundland gelegen outports zijn onder meer La Poile, McCallum en Grey River. Deze voorbeelden zijn zeldzaam geworden, aangezien de meerderheid van niet via de weg bereikbare outports anno 2020 spookdorpen zijn (bijvoorbeeld Grand Bruit, Big Brook en Horse Islands).